# Gilles van den Eeden
Gilles van den Eeden (Colònia?, ca. 1708 - Bonn, 1782) fou un músic i organista alemany. Organista i teòric de renom, entrà al servei del gran Elector d'Alemanya el 1728, traslladant-se a Bonn vers el 1774. El seu nom es troba relacionat amb la vida de Beethoven, ja que, segons manifestava amb freqüència el músic, devia a van den Eeden els seus primers coneixements en la tècnica de l'orgue i en la teoria general de l'art.